# Dongying, Dongying
Dongying är ett stadsdistrikt och säte för stadsfullmäktige i Dongying i Shandong-provinsen i norra Kina.